# Liste der Biografien/Mei
Liste der Biografien |
Portal Biografien |
Personensuche
# |
A |
B |
C |
D |
E |
F |
G |
H |
I |
J |
K |
L |
M |
N |
O |
P |
Q |
R |
S |
T |
U |
V |
W |
X |
Y |
Z |
?
 
Ma |
Mb |
Mc |
Md |
Me |
Mf |
Mg |
Mh |
Mi |
Mj |
Mk |
Ml |
Mm |
Mn |
Mo |
Mp |
Mq |
Mr |
Ms |
Mt |
Mu |
Mv |
Mw |
Mx |
My |
Mz
 
Mea–Mee |
Mef |
Meg |
Meh |
Mei |
Mej |
Mek |
Mel |
Mem |
Men |
Meo |
Mep |
Mer |
Mes |
Met |
Meu |
Mev |
Mew |
Mex |
Mey |
Mez
 
Meib |
Meic |
Meid |
Meie |
Meif |
Meig |
Meih |
Meij |
Meik |
Meil |
Meim |
Mein |
Meip |
Meir |
Meis |
Meit |
Meiu |
Meiw |
Meix |
Meiz
Die Liste der Biografien führt alle Personen auf, die in der deutschsprachigen Wikipedia einen Artikel haben. Dieses ist eine Teilliste mit 17 Einträgen von Personen, deren Namen mit den Buchstaben „Mei“ beginnt.

## Mei
- Mei i Galès, Joan Felip († 1612), valencianischer Dichter, Humanist, Professor für Prosodie und altgriechische Sprache und Buchdrucker
- Mei Lanfang (1894–1961), Peking-Oper-Darsteller
- Mei, Bernardino (1612–1676), italienischer Maler
- Mei, Bo, chinesischer hingerichteter Beamter der Shang-Dynastie
- Mei, Chiang C. (* 1935), US-amerikanischer Bauingenieur
- Mei, Durk van der (1924–2018), niederländischer Politiker, Mitglied der Zweiten Kammer der Generalstaaten und Staatssekretär
- Mei, Eva (* 1967), italienische Opern-, Lied- und Konzertsängerin (Sopran)
- Mei, Girolamo (1519–1594), italienischer Historiker und Humanist
- Mei, Juecheng (1681–1763), chinesischer Mathematiker
- Mei, Lew Alexandrowitsch (1822–1862), russischer Dichter
- Mei, Lydia (1896–1965), estnische Malerin
- Mei, Stefano (* 1963), italienischer Mittel- und Langstreckenläufer
- Mei, Wending (1633–1721), chinesischer Mathematiker und Astronom
- Mei, Xiwen (* 1982), chinesischer Snookerspieler
- Mei, Yiduo (* 1991), chinesische Siebenkämpferin
- Mei, Yingzuo, chinesischer Gelehrter und Philologe
- Mei-Pochtler, Antonella (* 1958), italienische Unternehmensberaterin